# Tjärndalstjärnen (Lits socken, Jämtland)
Tjärndalstjärnen är en sjö i Östersunds kommun i Jämtland och ingår i Indalsälvens huvudavrinningsområde. Sjön har en area på 0,0584 kvadratkilometer och ligger 297,2 meter över havet.

## Delavrinningsområde
Tjärndalstjärnen ingår i det delavrinningsområde (700651-147118) som SMHI kallar för Utloppet av Stugusjön. Medelhöjden är 308 meter över havet och ytan är 19,3 kvadratkilometer. Räknas de 32 avrinningsområdena uppströms in blir den ackumulerade arean 369,3 kvadratkilometer. Sännån (Norån) som avvattnar avrinningsområdet har biflödesordning 2, vilket innebär att vattnet flödar genom totalt 2 vattendrag innan det når havet efter 191 kilometer. Avrinningsområdet består mestadels av skog (79 procent). Avrinningsområdet har 1,57 kvadratkilometer vattenytor vilket ger det en sjöprocent på 8,1 procent.